# Quốc hội Liên bang Nga
Quốc hội Liên bang Nga (tiếng Nga: Федера́льное Собра́ние) là cơ quan đại diện và lập pháp tối cao của Liên bang Nga. Chức năng và nhiệm vụ được quy định tại chương 5 Hiến pháp Nga. Theo điều 95 Hiến pháp: "Quốc hội Liên bang bao gồm 2 viện: Hội đồng Liên bang và Duma Quốc gia".
Điều 99 Hiến pháp quy định "Quốc hội Liên bang là cơ quan thường trực". Điều 100 Hiến pháp: "Vị trí của 2 viện khác nhau nhưng có thể tập trung lại nghe thông điệp Liên bang của Tổng thống hoặc thông báo của Tòa án Hiến pháp và lãnh đạo nước ngoài".
Hội đồng Liên bang tức thượng viện Nga. Chủ tịch Hội đồng Liên bang có quyền lực thứ 3 sau Tổng thống và Thủ tướng. Khi Tổng thống và Thủ tướng mất khả năng đảm nhiệm chức vụ, Chủ tịch Hội đồng Liên bang có quyền trở thành Quyền Tổng thống.
Duma Quốc gia tức hạ viện Nga. Duma Quốc gia có quyền: bổ nhiệm Chính phủ, giám sát và quyết định các vấn đề của Chính phủ; Bổ nhiệm hoặc miễn nhiệm Thống đốc Ngân hàng Trung ương, Chánh văn phòng Kiểm toán và một nửa nhân viên,...công bố lệnh ân xá, luận tội Tổng thống...
Hội đồng Liên bang có thẩm quyền: sửa đổi biên giới của các chủ thể liên bang, phê chuẩn nghị định của Tổng thống về việc thiết quân luật hoặc ban bố tình trạng khẩn cấp, quyết định sử dụng lực lượng vũ trang bên ngoài lãnh thổ Nga, bổ nhiệm Tổng thống thông qua bầu cử, bổ nhiệm Tòa án cấp cao, Tổng công tố, Phó chánh văn phòng Kiểm toàn và một nửa nhân viên.

## Cơ cấu
Hội đồng gồm 2 viện. Thành phần và quyền hạn của 2 viện khác nhau. Duma Quốc gia có 450 người, tại Hội đồng Liên bang mỗi chủ thể liên bang cử hai đại diện, bao gồm một đại diện của cơ quan lập pháp và một đại diện của cơ quan hành pháp. Vì vậy một người không thể đồng thời đảm nhiệm ở 2 viện. Duma có nhiệm kỳ là 5 năm, Hội đồng Liên bang không có nhiệm kỳ, chỉ thay đổi thành viên khi chủ thể liên bang thay đổi nhân sự.

## Quyền hạn
Quốc hội là cơ quan lập pháp tối cao tại Nga. Tất cả các luật phải được thông qua bởi Quốc hội mới có hiệu lực. Tất cả bản dự thảo luật, ngay cả do Hội đồng Liên bang đề nghị vẫn phải xem xét đầu tiên tại Duma Quốc gia. Sau khi Duma Quốc gia thông qua được xem xét tiếp tục tại Hội đồng Liên bang. Hội đồng có 14 ngày để dự thảo được phê chuẩn hoặc bác bỏ. Hội đồng không có quyền sửa đổi dự thảo do Duma thông qua, chỉ có quyền phê chuẩn hoặc bác bỏ. Nếu Hội đồng bác bỏ sẽ thành lập Ủy ban hòa giải để thỏa hiệp giữa 2 viện.
Duma và Hội đồng Liên bang thường tổ chức riêng. Chỉ họp chung khi nghe thông điệp của Tổng thống, thông báo của Tòa án Hiến pháp và khi lãnh đạo các nước viếng thăm.